# Puchar Świata w biegach narciarskich 1979/1980
Sezon 1979/1980 Pucharu Świata w biegach narciarskich rozpoczął się 15 grudnia 1979 r. w szwajcarskim Davos, a zakończył się 15 marca 1980 roku w stolicy Norwegii, Oslo. Była to siódma w historii, nieoficjalna seria zawodów w biegach narciarskich zorganizowana przez Międzynarodową Federację Narciarską (FIS).
Najważniejszym punktem sezonu były igrzyska olimpijskie w Lake Placid, zaplanowane w dniach 13 - 24 lutego 1980 roku. Zawody te były jednocześnie częścią Pucharu Świata. 
Startowali tylko mężczyźni. W nieoficjalnej klasyfikacji generalnej zwyciężył Juha Mieto z Finlandii. 

## Kalendarz i wyniki
| Lp.                                                    | Miejscowość   | Dystans          | Data             | 1. miejsce                                                                    | 2. miejsce                                                                     | 3. miejsce                                                                    |
| ------------------------------------------------------ | ------------- | ---------------- | ---------------- | ----------------------------------------------------------------------------- | ------------------------------------------------------------------------------ | ----------------------------------------------------------------------------- |
| 1.                                                     | Davos         | 15 km            | 15 grudnia 1979  | Juha Mieto                                                                    | Harri Kirvesniemi                                                              | Tore Gullen                                                                   |
| 2.                                                     | Davos         | Sztafeta 3x10 km | 16 grudnia 1979  | Finlandia Harri Kirvesniemi · Heikki Torvi · Juha Mieto                       | Szwecja Jan Palender · Benny Kohlberg · Thomas Wassberg                        | Norwegia Lars Erik Eriksen · Tore Gullen · Oddvar Brå                         |
| 3.                                                     | Kastelruth    | 30 km            | 8 stycznia 1980  | Lars Erik Eriksen                                                             | Ove Aunli                                                                      | Jan Lindvall                                                                  |
| 4.                                                     | Reit im Winkl | 15 km            | 12 stycznia 1980 | Ove Aunli                                                                     | Bill Koch                                                                      | Juha Mieto                                                                    |
| 5.                                                     | Reit im Winkl | Sztafeta 4x10 km | 13 stycznia 1980 | Norwegia Lars Erik Eriksen · John Nordby · Per Knut Aaland · Jan Lindvall     | Szwecja Sven-Åke Lundbäck · Thomas Eriksson · Thomas Wassberg · Benny Kohlberg | Stany Zjednoczone Bill Koch · Tim Caldwell · Doug Peterson · Stan Dunklee     |
| 6.                                                     | Ramsau        | 15 km            | 15 stycznia 1980 | Juha Mieto                                                                    | Józef Łuszczek                                                                 | Thomas Wassberg                                                               |
| 7.                                                     | Le Brassus    | 15 km            | styczeń 1980     | Franz Renggli                                                                 | Giulio Capitanio                                                               | Konrad Hallenbarter                                                           |
| 8.                                                     | Le Brassus    | Sztafeta 3x10 km | styczeń 1980     | Szwajcaria Hansueli Kreuzer · Franz Renggli · Konrad Hallenbarter             | Włochy                                                                         | ?                                                                             |
| Zimowe igrzyska Olimpijskie 1980 (14 - 23 lutego 1980) |               |                  |                  |                                                                               |                                                                                |                                                                               |
| 9.                                                     | Lake Placid   | 30 km            | 14 lutego 1980   | Nikołaj Zimiatow                                                              | Wasilij Roczew                                                                 | Iwan Lebanow                                                                  |
| 10.                                                    | Lake Placid   | 15 km            | 17 lutego 1980   | Thomas Wassberg                                                               | Juha Mieto                                                                     | Ove Aunli                                                                     |
| 11.                                                    | Lake Placid   | Sztafeta 4x10 km | 20 lutego 1980   | ZSRR Wasilij Roczew · Nikołaj Bażukow · Jewgienij Bielajew · Nikołaj Zimiatow | Norwegia Lars Erik Eriksen · Per Knut Aaland · Ove Aunli · Oddvar Brå          | Finlandia Harri Kirvesniemi · Pertti Teurajärvi · Matti Pitkänen · Juha Mieto |
| 12.                                                    | Lake Placid   | 50 km            | 23 lutego 1980   | Nikołaj Zimiatow                                                              | Juha Mieto                                                                     | Aleksandr Zawjałow                                                            |
| 13.                                                    | Lahti         | 15 km            | 7 marca 1980     | Aleksandr Zawjałow                                                            | Lars Erik Eriksen                                                              | Siergiej Sawieljew                                                            |
| 14.                                                    | Lahti         | 50 km            | 9 marca 1980     | Jan Lindvall                                                                  | Oddvar Brå                                                                     | Juha Mieto                                                                    |
| 15.                                                    | Oslo          | 15 km            | 13 marca 1980    | Oddvar Brå                                                                    | Thomas Wassberg                                                                | Anders Bakken                                                                 |
| 16.                                                    | Oslo          | 50 km            | 15 marca 1980    | Thomas Wassberg                                                               | Per Knut Aaland                                                                | Jan Lindvall                                                                  |

## Klasyfikacje
| Lp. | Zawodnik           | Punkty |
| --- | ------------------ | ------ |
| 1.  | Juha Mieto         | 134    |
| 2.  | Thomas Wassberg    | 126    |
| 3.  | Lars Erik Eriksen  | 111    |
| 4.  | Oddvar Brå         | 109    |
| 5.  | Ove Aunli          | 95     |
| 6.  | Józef Łuszczek     | 88     |
| 7.  | Harri Kirvesniemi  | 83     |
| 7.  | Per Knut Aaland    | 83     |
| 9.  | Jan Lindvall       | 77     |
| 10. | Nikołaj Zimiatow   | 69     |
| 11. | Bill Koch          | 62     |
| 11. | Anders Bakken      | 62     |
| 13. | Aleksandr Zawjałow | 59     |
| 14. | Maurilio De Zolt   | 57     |
| 15. | Wasilij Roczew     | 47     |
| 16. | Eduard Hauser      | 46     |
| 17. | Franz Renggli      | 44     |
| 18. | Wolfgang Müller    | 43     |
| 19. | Jewgienij Bielajew | 41     |
| 20. | Siergiej Sawieljew | 39     |